# 一迫玲
一迫 玲（いちのはさま りょう、1957年5月10日 - ）は、日本の医師、病理医・病理学者。医学博士。
宮城県大崎市鹿島台出身。
診療科は病理診断科で専門領域は造血器病理学（特に悪性リンパ腫の診断学と研究）。東北大学病院造血器病理学共同研究部門・教授。公益財団法人一迫記念READ血液アカデミー・副代表理事。

## 来歴・人物
※出典
1976年、宮城県仙台第一高等学校卒業。1982年、弘前大学医学部医学科卒業。
1986年、東京医科歯科大学大学院医学研究科（病理学専攻）修了後、国立がんセンター病理部で厚生技官。
1987年、仙台医療センター。
1989年、悪性リンパ腫疑い症例のための統合診断システム（READsystem）を創設。東北大学病院病理部。1996年、同大歯学部にそれぞれ移籍。2005年、同大医学系研究科教授。
2008年、宮城県における悪性リンパ腫症例の登録及び長期・継続的な予後追跡による疫学的調査研究（通称：MIYAGI study）を主目的として、公益財団法人一迫記念READ血液アカデミー設立 。
2014年、東北大学病院教授。